# برتیل مالمبری
برتیل مالمبری (سوئدی: Bertil Malmberg؛ ‏ ۱۳ اوت ۱۸۸۹ – ۱۱ فوریهٔ ۱۹۵۸) شاعر، مترجم، فیلم‌نامه‌نویس، نویسنده، و بازیگر اهل سوئد بود.
از فیلم‌هایی که وی در آن‌ها نقش داشته‌است، می‌توان به اوکه و دنیای او اشاره نمود.